# Jean Lallemand (Mäzen)

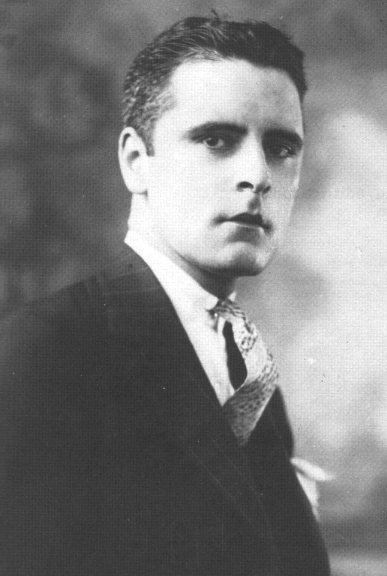
Jean Lallemand

Jean Clovis Lallemand (* 19. Dezember 1898 in Montreal; † 17. November 1987 ebenda) war ein kanadischer Kunstmäzen.

## Leben
Lallemand entstammte väterlicherseits einer Unternehmerfamilie, seine Mutter Albertina Laurendeau – eine gute Pianistin – war eine Schwester des Sängers Arthur Laurendeau. Er wuchs in finanziell großzügigen Verhältnissen auf, hatte weit gespannte Interessen sowohl an der Musik als auch an der Malerei und Literatur und machte sich einen Namen als großzügiger Förderer des musikalischen Lebens seiner Heimatstadt.
Er förderte junge Musiker in ihrer Ausbildung, unterstützte musikalische und soziale Vereine und stiftete 1936 einen Kompositionspreis, den u. a. Henri Miro (mit Scènes mauresques, 1936), Hector Gratton (mit Légende, 1937) und Graham George (mit Variations on an Original Theme, 1938) gewannen. Mit Alfred Bernier gründete er 1938 La Petite Maîtrise de Montréal, eine Chorschule für Kinder, deren Direktor Bernier wurde.
1935 gehörte er zu den Gründern des Montreal Symphony Orchestra, dessen Ehrenpräsident auf Lebenszeit er wurde. Daneben war er als Schatzmeister der Sarah-Fischer-Concerts (1940–1975), Vizepräsident der Opera Guild (1942–1969) und Präsident der Society of Canadian Music (1954–1969) aktiv.
Roland Leduc gründete 1939 mit Maurice Onderet, Annette Lasalle-Leduc und Lucien Robert das Jean Lallemand Quartet. Lallemand erhielt eine Goldmedaille der Alliance française wurde 1968 als Officer des Order of Canada und 1979 mit einem Preis des Canadian Music Council geehrt.